# Kurone Mishima
三嶋 くろね
Œuvres principales
- Kono subarashii sekai ni shukufuku o!
- Roku de nashi majutsu kōshi to Akashic Records

Kurone Mishima (三嶋 くろね, Mishima Kurone) est une illustratrice et mangaka japonaise née un 6 septembre dans la préfecture de Saitama au Japon.
Elle est principalement connue pour être l'illustratrice des light novel de Kono subarashii sekai ni shukufuku o! et de Roku de nashi majutsu kōshi to Akashic Records. Elle mène également des activités dōjin avec son cercle appelé Shiropro (しろぷろ, Shiropuro).

## Œuvres

### Illustrations
- Ore no real to netoge ga Love Come ni shinshokusare hajimete yabai (ja) (écrit par Aru Fujitani (ja))
- Mangetsu no jinrō to hangetsu no Vampire (écrit par Mao Shinji)
- Shinsei no gakuen senku (écrit par Naoki Kisugi)
- Kono subarashii sekai ni shukufuku o! (écrit par Natsume Akatsuki)
- Ore to kanojo no Battle wa Living de (ja) (écrit par Nagi Hizuki)
- Roku de nashi majutsu kōshi to Akashic Records (écrit par Tarō Hitsuji (ja))
- Sakura Contact route A Momoko Ogawa (écrit par Takafumi Nanatsuki (ja))
- Sakura Contact route B Arisu Machi (écrit par Akira (ja))
- Hataraku maō-sama! High School N! (écrit par Satoshi Wagahara (ja))

### Manga
- Hataraku maō-sama! High School! (D'après la série originale écrite par Satoshi Wagahara (ja); prépublié dans le Dengeki Maoh)